# Arduino Colasanti
Arduino Colasanti (Livorno, 15 de fevereiro de 1936 — Niterói,  22 de fevereiro de 2014) foi um ator italiano radicado no Brasil.

## Biografia
Arduíno Colasanti nasceu em 1936 em Livorno, na Itália, e veio com a família para o Brasil pouco depois do fim da Segunda Guerra Mundial, quando tinha 11 anos.
Colasanti casou-se cinco vezes e teve alguns casos famosos com atrizes como Leila Diniz e Sônia Braga. Realizou o primeiro nu frontal masculino do cinema brasileiro no longa "Como Era Gostoso o Meu Francês", de 1971.
É filho do também ator Manfredo Colasanti e irmão da escritora Marina Colasanti.
Além de ator Arduino foi também um dos pioneiros do surf no Brasil, esporte popular em meados da década de 1960. Foi também mergulhador profissional, fotógrafo e cinegrafista submarino.[carece de fontes?]
Arduíno foi internado no Hospital Antonio Pedro, em Niterói, com dores no peito. Ficou internado, mas contraiu uma infecção no hospital e durante o processo de recuperção sofreu uma parada cardíaca e faleceu no dia 22 de fevereiro de 2014. O velório de Arduíno aconteceu no Cemitério Parque da Colina, sendo cremado depois.

## Filmografia

### Cinema
| Ano  | Título                                   | Personagem                 | Notas          |
| ---- | ---------------------------------------- | -------------------------- | -------------- |
| 2014 | Depois da Banda                          | Velho Fraco                |                |
| 2010 | Naquela Noite Ele Sonhou com Um Mar Azul | Pai                        | Curta-metragem |
| 2009 | Holanda                                  | Seu Jorge                  | Curta-metragem |
| 2009 | Insolação                                | Homem do Café              |                |
| 2007 | Esconde-Esconde                          | Amaro                      | Curta-metragem |
| 2004 | Xuxa e o Tesouro da Cidade Perdida       | Chefe dos selvagens        |                |
| 2002 | Histórias do Olhar                       | Pai                        |                |
| 1998 | Bela Donna                               | Comandante                 |                |
| 1997 | A Ostra e o Vento                        | Magari                     |                |
| 1993 | Oceano Atlantis                          | Sábio                      |                |
| 1987 | Leila Diniz                              | —                          |                |
| 1987 | Sonho de Valsa                           | Pai de Teresa              |                |
| 1985 | Tropclip                                 | Pai de Krishna             |                |
| 1984 | Memórias do Cárcere                      | —                          |                |
| 1984 | Quilombo                                 | Blaer                      |                |
| 1982 | O Homem do Pau-Brasil                    | Líder religioso            |                |
| 1979 | O Caçador de Esmeraldas                  | Borba Gato                 |                |
| 1978 | Daniel, Capanga de Deus                  | Daniel                     |                |
| 1974 | Mestiça, a Escrava Indomável             | Feitor                     |                |
| 1973 | O Sereno Desespero                       | Narrador                   | Curta-metragem |
| 1973 | Os Homens Que Eu Tive                    | Peter                      |                |
| 1972 | Amor, Carnaval e Sonhos                  | Fotógrafo/Tristão e Oxóssi |                |
| 1972 | Quem é Beta?                             | —                          |                |
| 1971 | Como Era Gostoso o Meu Francês           | o francês                  |                |
| 1971 | Mãos Vazias                              | Mário                      |                |
| 1971 | Procura-se uma Virgem                    | —                          |                |
| 1971 | Minha Namorada                           | —                          |                |
| 1970 | Azyllo Muito Louco                       | Porfírio                   |                |
| 1970 | Uma Garota em Maus Lençóis               | Raul Cavalheiro            |                |
| 1969 | Brasil Ano 2000                          | Motorista                  |                |
| 1969 | Memória de Helena                        | Renato                     |                |
| 1968 | Fome de Amor                             | Filipe                     |                |
| 1968 | A Doce Mulher Amada                      | Egberto                    |                |
| 1968 | A Virgem Prometida                       | —                          |                |
| 1967 | Garota de Ipanema                        | Pedro Paulo                |                |
| 1967 | El Justicero                             | Jorge Dias das Neves       |                |

### Televisão
| Ano  | Título                   | Personagem                 | Notas                   |
| ---- | ------------------------ | -------------------------- | ----------------------- |
| 2003 | A Casa das Sete Mulheres | Homem com Garibaldi no RJ  |                         |
| 1994 | Olho no Olho             | Padre Inácio               |                         |
| 1991 | Amazônia                 | —                          |                         |
| 1979 | Os Gigantes              | Príncipe Renato Di Lorenzo |                         |
| 1978 | Caso Especial            | Zé Louro                   | Episódio: "Divina Dama" |